# Marcus Baker
Pour les articles homonymes, voir Baker.
Marcus Baker (23 septembre 1849 – 12 décembre 1903) est un naturaliste américain, explorateur de l'Alaska, journaliste et rédacteur en chef du magazine National Geographic.

## Biographie

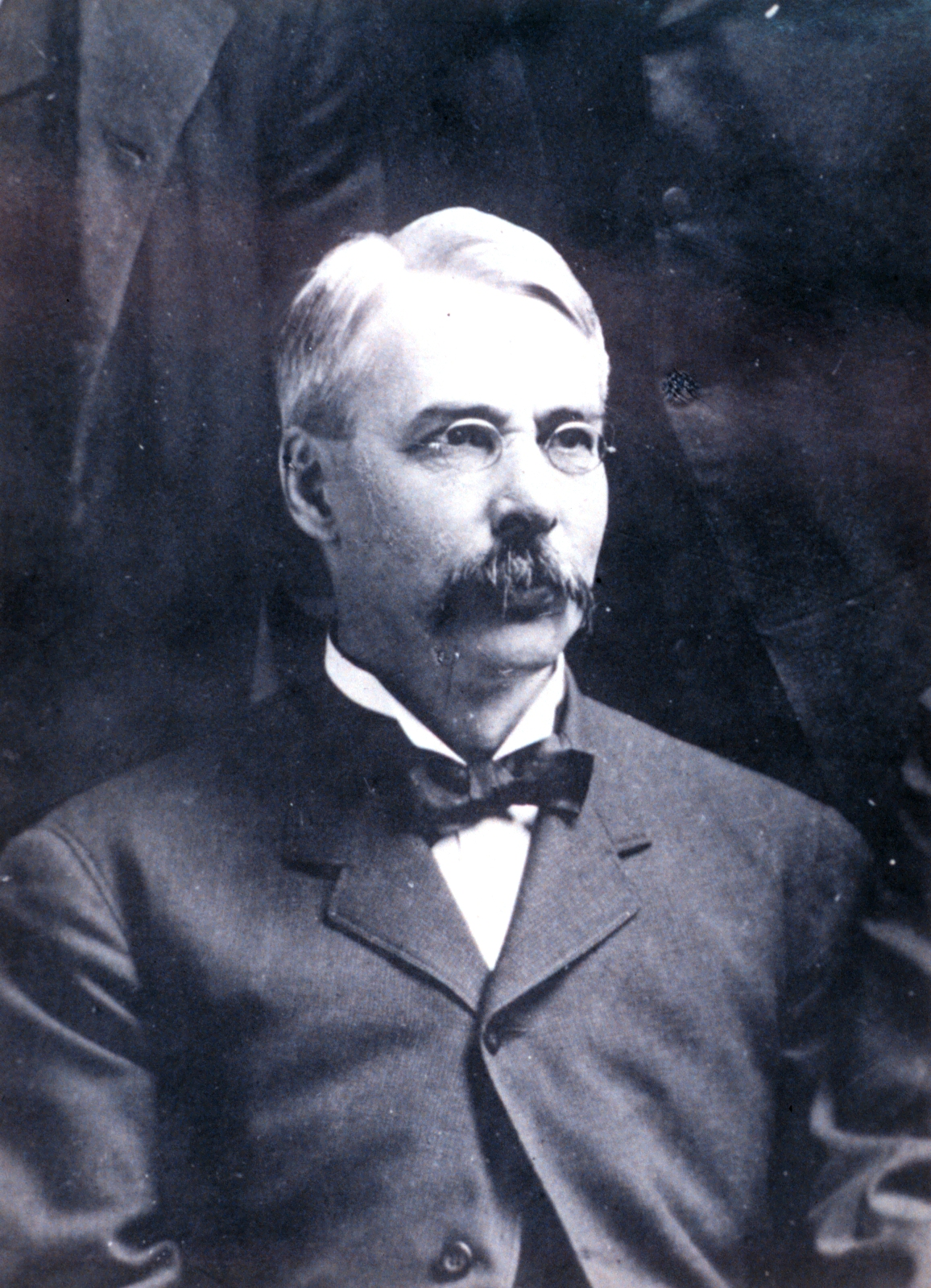
portrait de Marcus Baker

Il est né le 23 septembre 1849 à Kalamazoo, dans le Michigan, et est diplômé de l'Université du Michigan. Après avoir obtenu son diplôme, il travaille comme professeur de mathématiques à l'Université du Michigan de 1871 à 1873. Plus tard, il décroche un baccalauréat universitaire en droit de l'université de Washington.
Le 25 mai 1899, il épouse Marian Una Forte à Kalamazoo, dans le Michigan.
Le 12 décembre 1903, il meurt d'une crise cardiaque à Washington DC. Le mont Marcus Baker dans les Montagnes Chugach du sud de l'Alaska est nommé en son honneur.

## Carrière

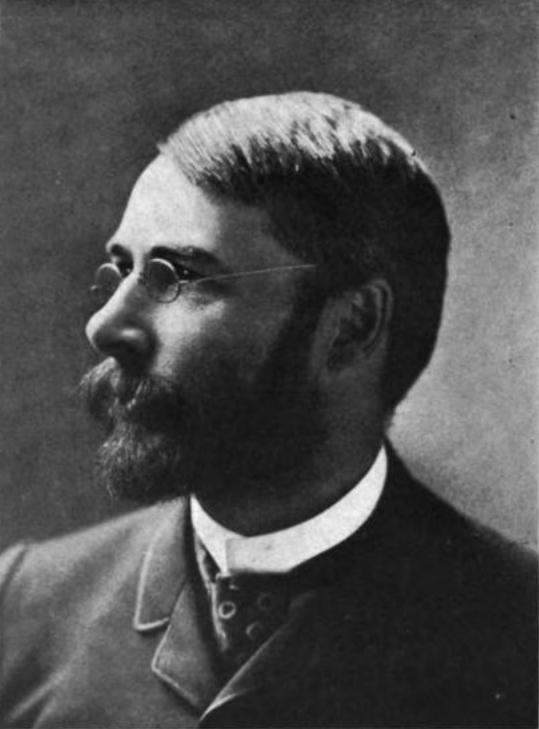
Photo de Marcus Baker

En 1872, il est embauché par William Healey Dall comme naturaliste pour une expédition en Alaska, où il recueille des données topographiques et hydrographiques. Il continue à aller avec Dall en Alaska, chaque année, jusqu'en 1888, date à laquelle il co-fonde la National Geographic Society et est l'un des premiers éditeurs du Magazine National Geographic. Il est l'un des 15 signataires des statuts de la National Geographic Society en 1888. Baker est bien connu pour son travail sur la géologie et de la cartographie.
En 1889, il est élu directeur de l'Equitable Cooperative Building. Il siège également au conseil d'administration de la Washington Sanitary Improvement Company. Il est membre fondateur de la Washington Academy of Sciences. 

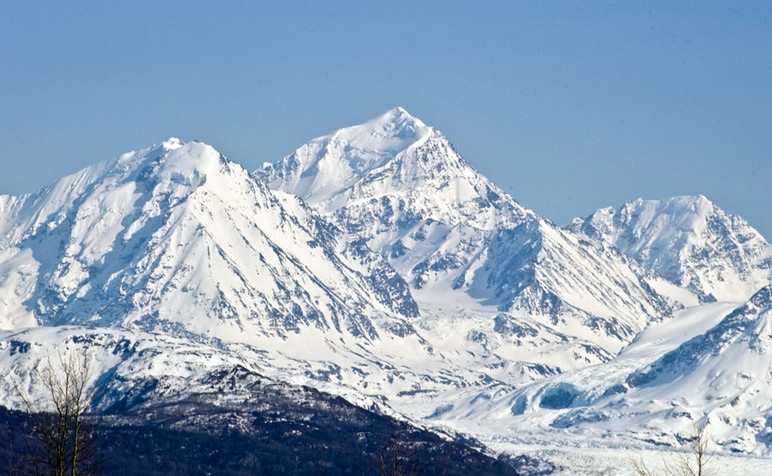
Le Mont Marcus Baker, Alaska, États-Unis

Il a aussi siégé au conseil d'administration de la Commission des Noms Géographiques dans les années 1890. Il en est également le secrétaire et l'éditeur pendant une décennie.